# Acentria nivea
Acentria nivea är en fjärilsart som beskrevs av Olivier 1791. Acentria nivea ingår i släktet Acentria och familjen Crambidae. Inga underarter finns listade i Catalogue of Life.

## Bildgalleri

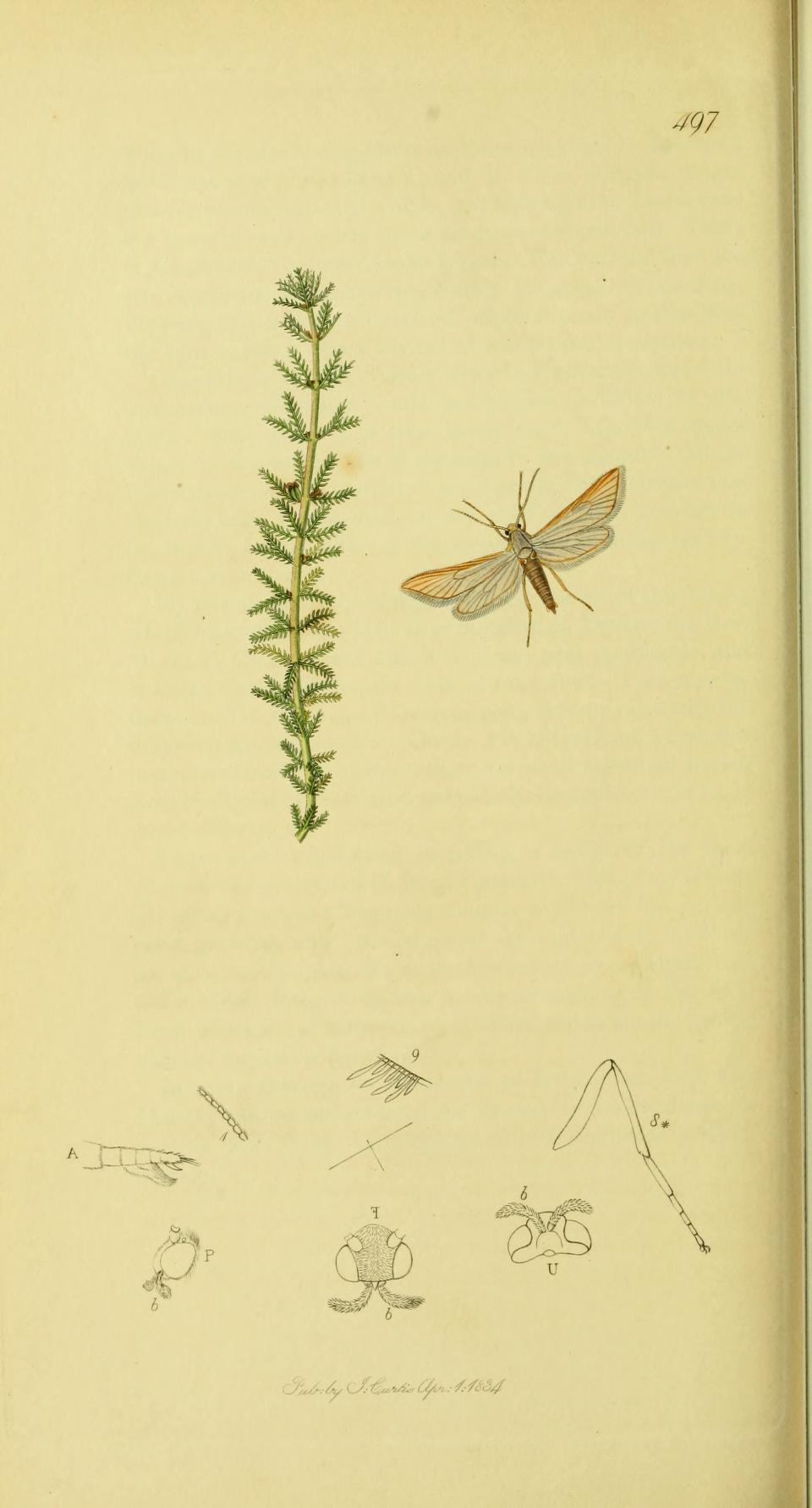